# Liste der Baudenkmäler in Schöppingen
Die Liste der Baudenkmäler in Schöppingen enthält die denkmalgeschützten Bauwerke auf dem Gebiet der Gemeinde Schöppingen im Kreis Borken in Nordrhein-Westfalen (Stand: Juli 2021). Diese Baudenkmäler sind in der Denkmalliste der Gemeinde Schöppingen eingetragen; Grundlage für die Aufnahme ist das Denkmalschutzgesetz Nordrhein-Westfalen (DSchG NRW).

## Allgemein
- Bild: Bild des Kulturdenkmals, ggf. zusätzlich mit einem Link zu weiteren Fotos des Kulturdenkmals im Medienarchiv Wikimedia Commons
- Bezeichnung: Name des Kulturdenkmals
- Lage: Straßenname und Hausnummer oder Flurstücknummer des Kulturdenkmal, gegebenenfalls auch den Ortsteil. Die Grundsortierung der Liste erfolgt nach dieser Adresse. Der Link (Karte) führt zu verschiedenen Kartendiensten mit der Position des Kulturdenkmals. Fehlt dieser Link, wurden die Koordinaten noch nicht eingetragen. Sind diese bekannt, können sie über ein Tool mit einer Kartenansicht einfach nachgetragen werden. In dieser Kartenansicht sind Kulturdenkmale ohne Koordinaten mit einem roten bzw. orangen Marker dargestellt und können durch Verschieben auf die richtige Position in der Karte mit Koordinaten versehen werden. Kulturdenkmale ohne Bild sind an einem blauen bzw. roten Marker erkennbar.
- Beschreibung: Kurzcharakteristik des Kulturdenkmals
- Bauzeit: Baubeginn, Fertigstellung, Datum der Erstnennung oder grobe zeitliche Einordnung entsprechend des Eintrags in der zuständigen Denkmaldatenbank
- Eingetragen seit: Datum der Erfassung in der zuständigen Denkmaldatenbank

## Baudenkmäler
| Bild                                                                      | Bezeichnung | Lage                                                         | Beschreibung                                                                                                   | Bauzeit               | Eingetragen seit | Denkmal- nummer |
| ------------------------------------------------------------------------- | --- | ------------------------------------------------------------ | --- | --------------------- | ---------------- | --------------- |
| weitere Bilder                                                            | Katholische Kapelle - St. Antonius Abt.                                                                                  | Gemen 56 Karte                                               | Dorfkirche im Ortsteil Gemen                                                                                   | 1922                  | 11.02.1985       | 1               |
| weitere Bilder                                                            | Katholische Pfarrkirche St. Brictius                                                                                     | Kirchplatz 3 Karte                                           | Pfarrkirche im Ortsteil Schöppingen                                                                            |                       | 11.02.1985       | 2               |
| weitere Bilder                                                            | Westturm der kath. Pfarrkirche Mariae Geburt                                                                             | Marienplatz 3 Karte                                          | Pfarrkirche im Ortsteil Eggerode                                                                               |                       | 11.02.1985       | 3               |
|                                                                           | Kapelle auf dem Schöppinger Berg                                                                                         | Sallbreite 1                                                 | Andachtsstätte                                                                                                 |                       | 11.02.1985       | 4               |
| weitere Bilder                                                            | Wallfahrtskapelle zur Mutter Gottes                                                                                      | Marienplatz 3 Karte                                          | Kapelle im Ortsteil Eggerode                                                                                   | 1843/1844             | 11.02.1985       | 5               |
| BW                                                                        | Bildstock von 1716 – Darstellung: Pieta                                                                                  | Kirchplatz 3 Karte                                           | | 1716                  | 11.02.1985       | 6               |
| Sandsteinfigur „Heiliger Brictius“ unterhalb der St. Brictius Pfarrkirche | Sandsteinfigur „Heiliger Brictius“ unterhalb der St. Brictius Pfarrkirche                                                | Kirchplatz 3 Karte                                           | | 2. Hälfte 19. Jh.     | 11.02.1985       | 7               |
| St. Antonius-Haus                                                         | St. Antonius-Haus | Antoniusplatz 1-9 Karte                                      | ehem. Krankenhaus – Altenwohn und Pflegeheim                                                                   | 1880/1890             | 11.02.1985       | 8               |
| BW                                                                        | Pfarrhaus | Kirchplatz 7 Karte                                           | Pfarrgemeinde St. Brictius                                                                                     | 1. Hälfte 19. Jh.     | 11.02.1985       | 9               |
| BW                                                                        | Marienbrunnen - Ziehbrunnen aus der Barockzeit                                                                           | Ecke Gildestr. / Vechtestr. im Ortsteil Eggerode Karte       | |                       | 11.02.1985       | 10              |
| Alte Küsterei am Kirchplatz der St. Brictius Pfarrkirche                  | Alte Küsterei am Kirchplatz der St. Brictius Pfarrkirche                                                                 | Kirchplatz 5 Karte                                           | Begegnungsstätte                                                                                               | 1. Hälfte 19. Jh.     | 11.02.1985       | 11              |
| BW                                                                        | Ehemalige Kaplanei am Kirchplatz der St. Brictius Pfarrkirche                                                            | Kirchplatz 6 Karte                                           | Wohnhaus |                       | 11.02.1985       | 12              |
|                                                                           | Jüdischer Friedhof | Unten am Krümmling in der Bauerschaft Ebbinghoff             | |                       | 11.02.1985       | 13 Wikidata     |
| BW                                                                        | Bildstock – Fronleichnamstation                                                                                          | am Ostgiebel des Alten Rathauses Karte                       | | 2. Hälfte 18. Jh.     | 11.02.1985       | 14              |
| BW                                                                        | Kleiner Schutzengel, Sandsteinskulptur                                                                                   | Am Isinglau, Ortsrand Karte                                  | | Ende 18. Jh.          | 11.02.1985       | 15              |
| BW                                                                        | Kreuzigungsgruppe von 1732                                                                                               | Bauerschaft Ebbinghoff, Nähe Hof Krafeld Karte               | | 1732                  | 11.02.1985       | 16              |
| BW                                                                        | Hochkreuz von 1863, Sandsteinkruzifixus                                                                                  | Friedhof Steinfurter Straße Karte                            | | 1863                  | 11.02.1985       | 17              |
| „Altes Rathaus“                                                           | „Altes Rathaus“ | Hauptstraße 29 Karte                                         | Renaissance-Rathaus                                                                                            | 1582/1583             | 11.02.1985       | 18              |
| BW                                                                        | Ehem. Schule | Kirchplatz 4 Karte                                           | Nutzung als Kindergarten                                                                                       | 1. Hälfte des 19. Jh. | 11.02.1985       | 19              |
| Stockumer Kapelle                                                         | Stockumer Kapelle | Laurenzkamp, Nähe Brüningmühle an der L 570                  | Laurenzkamp | 1707                  | 11.02.1985       | 20              |
| BW                                                                        | Hofkapelle (Pestkapelle)                                                                                                 | Bauerschaft Heven Nr. 48 Karte                               | | 1707                  | 11.02.1985       | 21              |
|                                                                           | Hofkapelle (Pestkapelle)                                                                                                 | Burkamp – Eggerode, Kirchspiel 2                             | | 1890/1900             | 11.02.1985       | 22              |
| BW                                                                        | Heiligenhäuschen mit Herz-Jesu-Figur                                                                                     | Bauerschaft Heven – in der Wieske Karte                      | | 1914                  | 11.02.1985       | 23              |
| BW                                                                        | Heiligenhäuschen mit der „schönen Madonna“                                                                               | Bauerschaft Heven Karte                                      | | 1897                  | 11.02.1985       | 24              |
| BW                                                                        | Heiligenhäuschen mit Figur des Hl. Antonius                                                                              | Kirchspiel im OT Eggerode (gegenüber Sportanlage) Karte      | | 1890                  | 11.02.1985       | 25              |
| BW                                                                        | Heiligenhäuschen (Figur der Maria)                                                                                       | Bauerschaft Ramsberg Karte                                   | | 1896                  | 11.02.1985       | 26              |
| BW                                                                        | Heiligenhäuschen (Figur des segnenden Christus)                                                                          | Bauerschaft Ramsberg Karte                                   | | 1900/1910             | 11.02.1985       | 27              |
| BW                                                                        | Bildstock („Pieta“ u. „Hl.Antonius“)                                                                                     | Bauerschaft Gemen, Kreuzung L 570/574 Karte                  | Zweiseitiges Relief                                                                                            | 1773                  | 11.02.1985       | 28              |
|                                                                           | Bildstock (Relief „Pieta“, Christus mit Dornenkrone)                                                                     | Bauerschaft Gemen                                            | | 1758                  | 11.02.1985       | 29              |
| BW                                                                        | Bildstock (weibliche Hl. u. männlicher Hl.)                                                                              | Bauerschaft Gemen Karte                                      | seltener ikonographischer Typus                                                                                | 1738                  | 11.02.1985       | 30              |
| BW                                                                        | Bildstock („Pieta“) | Bauerschaft Ramsberg Karte                                   | qualitätvoller Bildstock                                                                                       | 1771                  | 11.02.1985       | 31              |
| BW                                                                        | Bildstock (Kreuztragung)                                                                                                 | Bauerschaft Heven Karte                                      | Bildwerk des Spätbarock                                                                                        | 2. Hälfte des 18. Jh. | 11.02.1985       | 32              |
| BW                                                                        | Neugotischer Bildstock (Heilige Familie)                                                                                 | Bauerschaft Heven Karte                                      | Andachtsstätte                                                                                                 | 1903                  | 11.02.1985       | 33              |
| BW                                                                        | Bildstock (Kreuzigungsszene)                                                                                             | Ecke Hauptstraße/Lindenstraße Karte                          | typischer westm. Bildstock                                                                                     | 2. Hälfte des 18. Jh. | 11.02.1985       | 34              |
| BW                                                                        | Bildstock (Kopie) mit Rundbogenaufsatz 19. Jh., Relief 17. Jh.                                                           | Bauerschaft Tinge Karte                                      | Andachtsstätte                                                                                                 |                       | 11.02.1985       | 35              |
| BW                                                                        | Sandsteinskulptur Hl. Antonius                                                                                           | am Künstlerdorf, Hof der bildenden Kunst Karte               | Freiplastik | 1792                  | 11.02.1985       | 36              |
| BW                                                                        | Heiliger Josef mit Christuskind                                                                                          | Bauerschaft Heven Karte                                      | Andachtsstätte                                                                                                 | 1910                  | 11.02.1985       | 37              |
| BW                                                                        | Heiliger Josef mit Christuskind                                                                                          | Ecke Rosenweg/Mühlenstiege Karte                             | Andachtsstätte                                                                                                 | 1910                  | 11.02.1985       | 38              |
| BW                                                                        | Madonna (Maria mit Jesuskind)                                                                                            | Bauerschaft Heven Karte                                      | Freiplastik | 1922                  | 11.02.1985       | 39              |
| BW                                                                        | Marienstatue (Darstellung der Maria Immaculata)                                                                          | Bauerschaft Ramsberg, L 582 (Schlüters Busch) Karte          | Andachtsstätte                                                                                                 | 1890/1920             | 11.02.1985       | 40              |
| BW                                                                        | Heiliger Johannes Nepomuk                                                                                                | Bauerschaft Gemen Karte                                      | Unterlebensgroße Figur                                                                                         | 19. Jh.               | 11.02.1985       | 41              |
| Großer Schutzengel                                                        | Großer Schutzengel | Bauerschaft Tinge an der L 579, Ortsgrenze zu Horstmar Karte | | 1913                  | 11.02.1985       | 42              |
| BW                                                                        | Hochkreuz – Sandsteinkruzifixus                                                                                          | Bauerschaft Gemen Karte                                      | Andachtsstätte                                                                                                 | ca. 1900              | 11.02.1985       | 43              |
| BW                                                                        | Sandstein-Kruzifixus, Dreinageltypus                                                                                     | Bauerschaft Ramsberg Karte                                   | Andachtsstätte                                                                                                 | 1755                  | 11.02.1985       | 44              |
| Gaststätte „Brüningmühle“, Sandsteingebäude                               | Gaststätte „Brüningmühle“, Sandsteingebäude                                                                              |                                                              | Teil des ehemaligen Hauses Stockum, Nutzung als Gaststätte                                                     | bez. 1710             | 01.04.1985       | 45              |
| BW                                                                        | Gaststätte „Zum Rathaus“                                                                                                 | Hauptstraße Karte                                            | giebelständiges Ziegelgebäude                                                                                  | 1880                  | 01.04.1985       | 46              |
| BW                                                                        | Giebelständiger Ziegelbau                                                                                                | Hauptstraße 58 Karte                                         | Wohnhaus | ca.18. Jh.            | 01.04.1985       | 47              |
| BW                                                                        | Lourdes – Grotte mit „Lamm Gottes“ u. „Marienskulptur“                                                                   | Andachtsstätte, Bauerschaft Tinge Karte                      | | 1920                  | 15.08.1985       | 49              |
| BW                                                                        | Scheune auf Sandsteinpfeilern – Mäusescheune                                                                             | Bauerschaft Gemen Karte                                      | landwirtschaftliche Baukultur                                                                                  |                       | 15.08.1985       | 50              |
| BW                                                                        | Speicher (Lagergebäude)                                                                                                  | Bauerschaft Heven Karte                                      | Fachwerkgebäude                                                                                                | 1810                  | 15.08.1985       | 52              |
| BW                                                                        | Hofhaus (Natursteingebäude)                                                                                              | Bauerschaft Heven Karte                                      | Bauernhaus | ca. 1900              | 15.08.1985       | 53              |
| BW                                                                        | Hofhaus (Natursteingebäude)                                                                                              | Bauerschaft Tinge Karte                                      | Bauernhaus | bez. 1898             | 15.08.1985       | 54              |
| BW                                                                        | Speicher und Backhaus (Naturstein u. Fachwerk)                                                                           | Bauerschaft Tinge Karte                                      | Nutzung als Lagerraum                                                                                          | bez. 1810             | 15.08.1985       | 55              |
| BW                                                                        | Zweigeschossiger Speicher                                                                                                | Bauerschaft Tinge Karte                                      | Lagerraum | 1723                  | 15.08.1985       | 56              |
| BW                                                                        | Sandstein-Bildstock | Bauerschaft Haverbeck Karte                                  | Schmerzhafte Mutter Gottes                                                                                     | 1923                  | 16.08.1985       | 57              |
| BW                                                                        | Heiliger Josef mit Christuskind                                                                                          | Bauerschaft Ramsberg Karte                                   | Andachtsstätte                                                                                                 | um 1900               | 16.08.1985       | 58              |
| BW                                                                        | Fachwerkspeicher | Bauerschaft Heven Karte                                      | Nutzung als Lagerraum                                                                                          | bez. 1836             | 16.08.1985       | 59              |
| BW                                                                        | Ehemaliges Ackerbürgerhaus, Ziegelgebäude                                                                                | Lindenstraße 17 Karte                                        | Wohnhaus | 1840/1850             | 16.08.1985       | 60              |
| BW                                                                        | Fachwerkspeicher | Bauerschaft Ramsberg Karte                                   | Nutzung als Lagerraum                                                                                          | bez. 1788             | 16.08.1985       | 61              |
| BW                                                                        | Mäusescheune auf Sandsteinpfeilern                                                                                       | Bauerschaft Heven Karte                                      | Lagerraum |                       | 16.08.1985       | 62              |
|                                                                           | Hofanlage an der Vechte                                                                                                  |                                                              | Hofanlage mit Wohnhaus, Speicher, Fachwerkmühle und Mühlengebäude mit Anbau                                    |                       | 16.08.1985       | 63              |
|                                                                           | Wohnhaus (Hofanlage Schlüter)                                                                                            |                                                              | Natursteinbau, Nutzung als Wohnhaus                                                                            | bez. 1852             | 16.08.1985       | 63 a            |
| Fachwerkmühle (Hofanlage Schlüter)                                        | Fachwerkmühle (Hofanlage Schlüter)                                                                                       |                                                              | Fachwerkgebäude, Nutzung als Wohnung                                                                           | um 1800               | 16.08.1985       | 63 c            |
|                                                                           | Naturstein-Mühlengebäude (Hofanlage Schlüter)                                                                            |                                                              | Natursteinbau, Nutzung als Lagerraum                                                                           | 19. Jh.               | 16.08.1985       | 63 d            |
| BW                                                                        | Ackerbürgerhaus am Alten Rathaus                                                                                         | Hauptstraße 33 Karte                                         | Ziegelfachwerk-Wohnhaus                                                                                        | 1850                  | 16.08.1985       | 64              |
| Brüningmühle an der Vechte                                                | Brüningmühle an der Vechte                                                                                               |                                                              | Massive Wassermühle, Nutzung als Wohnung                                                                       | 2. Hälfte des 19. Jh. | 23.08.1985       | 65              |
| weitere Bilder                                                            | Hofhaus und Tenne (ehem. Schulze Dorfkönig) Tenne von 1839 Wohnhaus v. 1903 jetzt Künstlerdorf (Hof der bildenden Kunst) | Hauptstraße 65 Karte                                         | Natursteingebäude, bedeutende Hofanlage                                                                        | 1839 1903             | 09.10.1985       | 66              |
| weitere Bilder                                                            | Hofhaus und Tenne (ehem. Schulze Johann), jetzt Künstlerdorf (Hof der Literaten)                                         | Feuerstiege 6 Karte                                          | Natursteingebäude, bedeutende Hofanlage                                                                        | 1878                  | 30.10.1985       | 67              |
| BW                                                                        | Hofscheune (ehem. Schulze Johann), jetzt Künstlerdorf (Hof der Literaten)                                                | Feuerstiege 6 Karte                                          | Fachwerkgebäude mit Verbretterung der Giebel                                                                   | 19. Jh.               | 05.07.2000       | 67 a            |
| BW                                                                        | Hofkapelle (Hofanlage Schulze Eggenrodde)                                                                                | Kirchspiel Eggerode Karte                                    | Kleine Ziegelkapelle                                                                                           | 1884                  | 30.10.1985       | 68              |
| BW                                                                        | Wohnhaus (Hofanlage Schulze Eggenrodde)                                                                                  | Kirchspiel Eggerode Karte                                    | Zweigeschossiges Natursteingebäude                                                                             | bez. 1735             | 30.10.1985       | 69 a            |
| BW                                                                        | Back- und Brauhaus, Speicher (Hofanlage Schulze Eggenrodde)                                                              | Kirchspiel Eggerode Karte                                    | Fachwerkbau, Wirtschaftsgebäude                                                                                | 1830/1840             | 30.10.1985       | 69 b            |
| BW                                                                        | Mäusescheune auf Sandsteinpfeilern                                                                                       | Bauerschaft Ramsberg Karte                                   | Nutzung als Scheune                                                                                            |                       | 30.10.1985       | 71              |
| BW                                                                        | St. Antonius – Pestkapelle in Gemen                                                                                      | Gemen 51 Karte                                               | Fachwerkkapelle, Nähe Haverkotte                                                                               |                       | 30.10.1985       | 72              |
| BW                                                                        | Nördlicher Giebel | Hauptstraße 31 Karte                                         | Fachwerkgiebel, Nutzung als Wohnhaus                                                                           | ca. 16. Jh.           | 30.09.1986       | 73              |
| BW                                                                        | Wassermühle (ehem. Hofanlage Schulze Eggenrodde)                                                                         | am Burloer Bach Karte                                        | Nutzung als Wohnung                                                                                            |                       | 23.07.1987       | 74              |
| BW                                                                        | Wohnhaus (ehem. Sasse)                                                                                                   | Hauptstraße 56 Karte                                         | Giebelständiges Ziegelgebäude                                                                                  | 1903                  | 16.10.1987       | 75              |
| BW                                                                        | Bildstock einer „Pieta“                                                                                                  | Bauerschaft Heven Karte                                      | | ca. 1716              | 16.10.1987       | 76              |
| Statue des Hl. Johannes Nepomuk                                           | Statue des Hl. Johannes Nepomuk                                                                                          | Vechtebrücke (Brüningmühle) – L 570 Karte                    | Sandsteinfigur                                                                                                 | 1937                  | 26.04.1988       | 77              |
|                                                                           | Zweigeschossiger Speicher                                                                                                |                                                              | Sandsteinspeicher der Hofanlage Dillmann, Nutzung als Wohnhaus                                                 | 1880                  | 04.04.1991       | 78              |
| BW                                                                        | Ehemalige Prozessionskapelle zu Haus Koppel                                                                              | Bauerschaft Ramsberg Karte                                   | Vierseitiges Sandsteingebäude                                                                                  | Anfang 18. Jh.        | 05.07.2000       | 79              |
|                                                                           | Ehemaliges Wohn- und Wirtschaftsgebäude                                                                                  | Amtsstraße 21                                                | Eingeschossiges, traufenständiges Gebäude in Schöppinger Sandstein                                             |                       | 24.06.2015       | 80              |
| BW                                                                        | Ehemaliges Wohn- und Wirtschaftsgebäude                                                                                  | Heven 4 Karte                                                | Eingeschossiges Wohn- und Wirtschaftsgebäude aus dem örtlich anstehenden Bruchstein mit einem hohen Satteldach |                       | 03.09.2020       | 81              |

## Gelöschte Baudenkmäler
| Bild | Bezeichnung                             | Lage                 | Beschreibung | Bauzeit   | Eingetragen seit | Denkmal- nummer |
| ---- | --------------------------------------- | -------------------- | --- | --------- | ---------------- | --------------- |
| BW   | Traufenständiges Gebäude                | Hauptstraße 43 Karte | Laut Ratsbeschluss vom 10.3.1986 aus der Denkmalliste gestrichen, danach abgerissen.                                                    | 19. Jh.   | 01.04.1985       | 48              |
|      | Speicher                                |                      | Laut Ratsbeschluss vom 6.7.1988 aus der Denkmalliste gestrichen.                                                                        | bez. 1840 | 15.08.1985       | 51              |
|      | Speicher, Backhaus (Hofanlage Schlüter) |                      | Fachwerkgebäude, Nutzung als Lagerraum; Laut Ratsbeschluss vom 9.12.2019 auf Grund eines Brandschadens aus der Denkmalliste gestrichen. | um 1800   | 16.08.1985       | 63 b            |
|      | Hofhaus in Heven                        |                      | Durch Neubeurteilung des Westfälischen Amtes für Denkmalpflege vom 11.6.1987 aus der Denkmalliste gestrichen.                           | bez. 1880 | 30.10.1985       | 70              |